# Зустріч Йоакима і Анни біля Золотих воріт

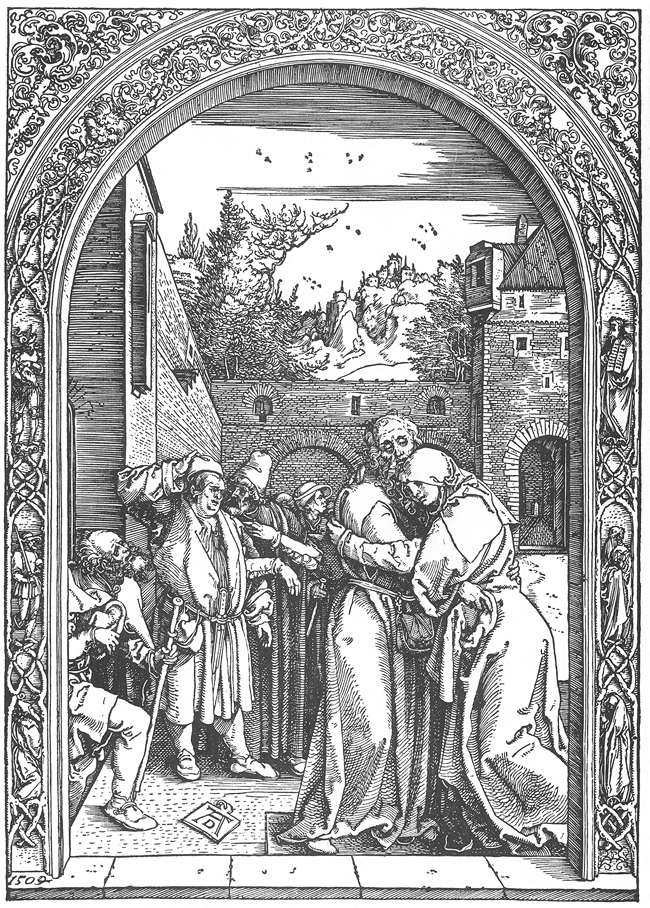
Альбрехт Дюрер, «Зустріч Йоакима і Анни біля Золотих воріт», 1504. 297х204 мм

«Зустріч Йоакима і Анни біля Золотих воріт» — гравюра на дереві Альбрехта Дюрера з серії «Життя Марії», виконана у 1504 році. На ній зображена традиційна сцена зустрічі батьків Діви Марії, Йоакима і Анни, біля Золотих воріт Єрусалиму після того, як Анна дізнається, що вона незабаром народить довгоочікувану дитину. Епізод відсутній в Новому Заповіті, але описаний в Протоєвангелії Якова та інших апокрифах.
«Зустріч Йоакима і Анни …» є однією з 16 гравюр на дереві із серії «Життя Діви Марії» Дюрера, над якою він працював з 1501 по 1511 рік. Це єдина датована робота серії. В «Житті Діви Марії» Марія представлена як посередниця між божественним і земним, проте не позбавлена людських рис. Цілком серія була видана вперше у 1511 році. На звороті кожної гравюри був поміщений латинський текст написаний абатом бенедиктинського монастиря і членом кола інтелектуалів Нюрнберга Бенедиктом Хелідоніусом.

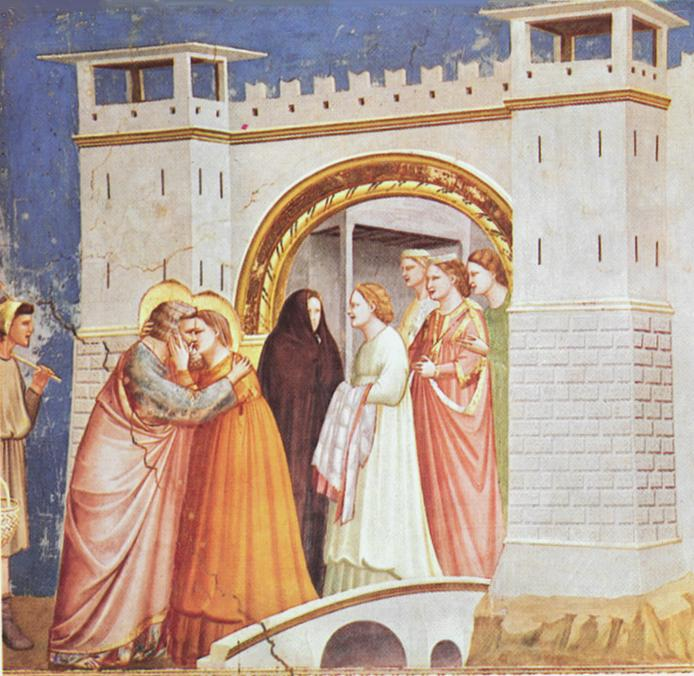
Джотто, «Легенда про святого Йоакима, Зустріч біля Золотих воріт». Капела Скровеньї, Падуя. Джотто в Капелі Скровеньї написав серію фресок, що включає всю історію батьків Марії.

Йоаким і Анна були одружені вже двадцять років, проте не мали дітей. Бездітність подружжя вважали знаком того, що вони відторгнуті Богом. На святі посвячення в єрусалимському храмі жертва Йоакима, який вважався проклятим, була відкинута. Йоаким вирушив в пустелю на сорок днів посту і покаяння. Тут ангел сповіщає йому, що жертвоприношення прийняте Богом, і скоро у нього буде дочка. В цей час в Назареті Анна підносить молитви в сльозах. Ангел повідомляє Анні про її майбутню вагітність і направляє до міських воріт, де вона побачить чоловіка. Хелідоніус так описує цей момент: «Радісна Анна кинулася в обійми чоловіка, разом вони раділи честі, яка повинна була бути надана їм у вигляді дитини, бо вони знали від небесного посланця про те, що дитина буде царицею, великою на небі і на землі». Зустріч біля Золотих воріт — найпопулярніший сюжет з історії Йоакима і Анни в образотворчому мистецтві Північної Європи XV століття.
В цій роботі, як і в багатьох інших своїх творах, Дюрер дотримується характерно для епохи раннього Відродження тези, що картина — як відкрите вікно, через яке глядач бачить світ. Він обрамляє літню пару і свідків події декорованою ренесансною аркою. Поєднання в композиції класичних і сучасних мотивів повинно було зробити твір ближчим і зрозумілішим для аудиторії. На думку критика Л. М. Грейвз, «цим відбиткам вдається пояснити священне, в той же самий час відкрити сцени домашнього, ренесансного життя. Вони — гарна суміш святого і світського. Крім того, гравюри на дереві — форма мистецтва, яка дає простір для уяви і залишає місце для мрії».